# Саломия
Святая Саломи́я, или Саломе́я-мироносица — персонаж Библии, жена Зеведея, мать апостолов Иакова и Иоанна.
Родом из Галилеи. Когда апостолы последовали за Иисусом Христом, Саломия присоединилась к обществу жён, которые служили ему.

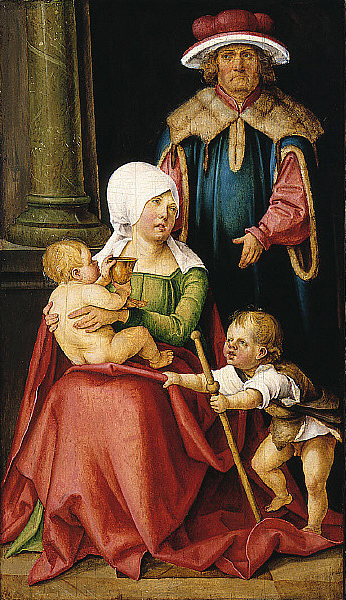
Ганс фон Кульмбах. Саломия с мужем и сыновьями. Ок. 1511

Когда Иисус Христос на пути в Иерусалим учил учеников своих о предстоящих Ему страданиях и крестной смерти и о Своём воскресении, к Нему подошла Саломия со своими двумя сыновьями и просила обещать им особенную милость. Христос спросил, чего они желают; Саломия просила, чтобы в царстве Своём Он посадил одного из них по правую руку, а другого по левую. Прочие апостолы стали негодовать, но Христос разъяснил им истинное значение царства небесного, совершенно отличного от царств мира сего.
О Саломии известно также, что она присутствовала при распятии и погребении Спасителя и была в числе мироносиц, которые рано утром приходили к гробу, чтобы помазать тело Господа, и узнали от ангела о воскресении Спасителя.
Память Саломии празднуется церковью в неделю жён-мироносиц.